# Fahrradventil

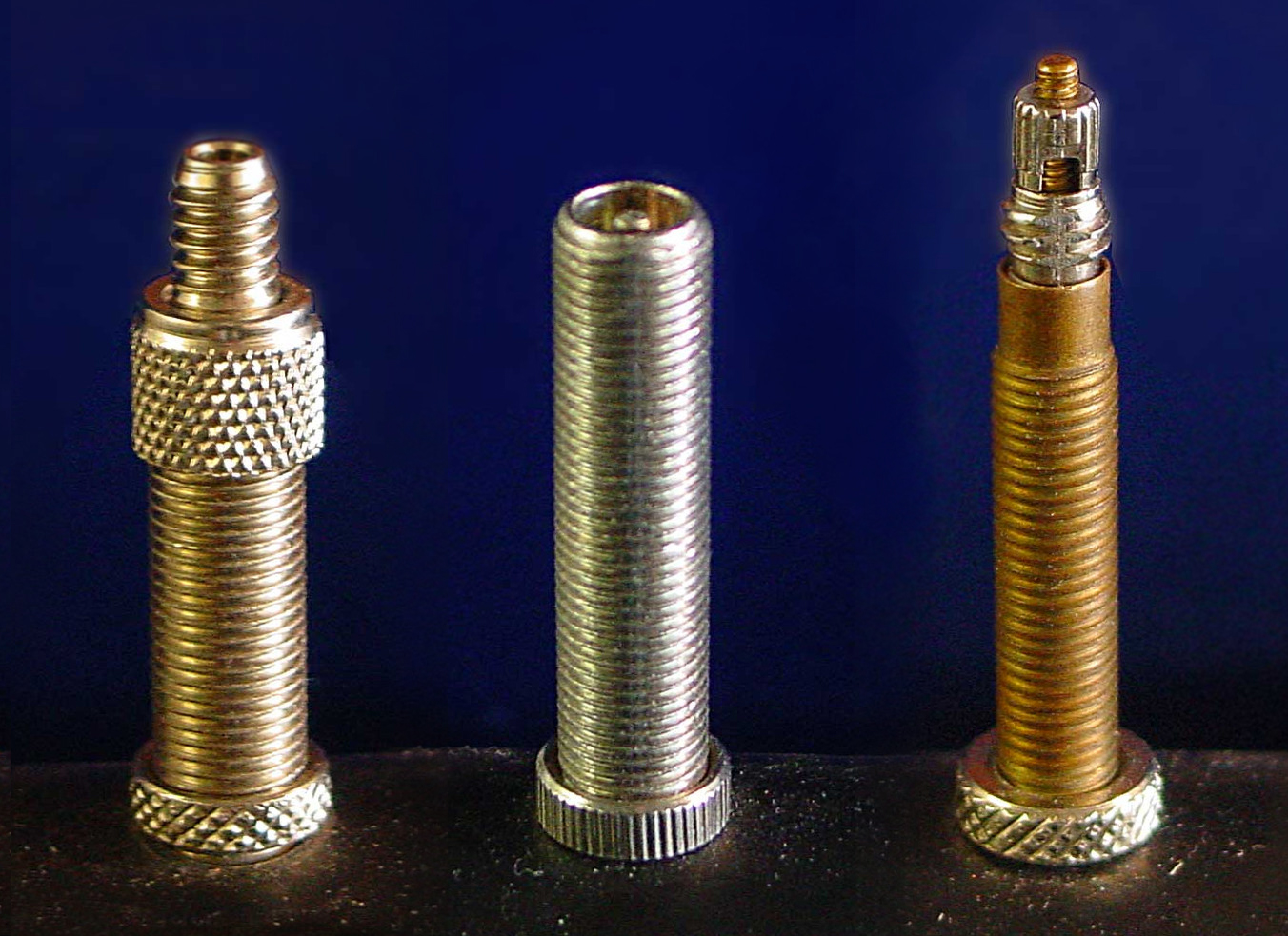
Dunlop-, Schrader- und Sclaverand-Ventile mit Felgenmuttern

Ein Fahrradventil ist ein Rückschlagventil am Schlauch der Fahrradbereifung oder an der Felge des Laufrades eines Fahrrads, das dem Befüllen des Reifens mit Luft, Gas oder Dichtflüssigkeit dient.

## Ventiltypen
Es gibt drei Grundtypen von Fahrradventilen. Da jeweils verschiedene Bezeichnungen verwendet werden, geben die Hersteller auf den Verpackungen üblicherweise mehrere Namen an (vgl. die unten genannten Synonyme).
Die Verbreitung der einzelnen Typen variiert je nach Land, Hersteller, Fahrradtyp und -alter.
Das eigentliche Ventil sitzt in einem Ventilschaft, der zwei verschiedene Durchmesser und unterschiedliche Längen aufweisen kann.
Felgen mit einer Bohrung von 8,5 mm können alle drei Ventiltypen aufnehmen. Sclaverand- und Reginaventile sitzen darin allerdings lose und sollten durch eine Ventilmutter fixiert werden.
Felgen mit einer Bohrung von 6,5 mm können nur mit Sclaverand- und Reginaventilen verwendet werden.
Dunlopventile für einfache Stahl- oder Alufelgen wurden traditionell mit Schaftlängen von rund 25 mm oder 32 mm angeboten. Zur Verwendung mit den heute üblichen Hohlkammerfelgen beträgt die Schaftlänge häufig 40 mm. Für besonders hohe Aluminium-Hohlkammerfelgen (mit Aeroprofil) werden Sclaverandventile mit Schaftlängen von 50 mm, 60 mm und sogar 80 mm angeboten. Schraderventile werden auch mit abgewinkeltem Schaft angeboten. Der dadurch um etwa 45° nach außen weisende Ventileinsatz erleichtert insbesondere die Handhabung bei Schubkarrenrädern und anderen (kleinen) Laufrädern, bei denen Felge und Nabe nicht über Speichen, sondern durch eine durchgehende Scheibe miteinander verbunden sind.
Die Ventileinsätze von Auto- und Sclaverandventilen sehen sich recht ähnlich, sind aber an der feinen Rändelmutter zu unterscheiden, die nur Sclaverandeinsätze besitzen. Beide besitzen ein Außengewinde im unteren Teil, mit dem sie in das Innengewinde des Ventilschafts geschraubt werden.
Der Ventileinsatz von Dunlopventilen wird hingegen in den Ventilschaft eingesteckt und von einer äußeren Überwurfmutter fixiert. Zum Aufschrauben der Ventilkappe trägt er meist ein Außengewinde am oberen Ende.
Der Ventilschaft trägt immer ein Außengewinde zur Aufnahme von Ventilkappe oder Überwurfmutter und ist heute in der Regel an den Gummischlauch anvulkanisiert. Früher war es auch üblich, den Ventilschaft in ein Loch im Schlauch einzuschrauben. Dabei befand sich auf Innen- und Außenseite des Schlauchs jeweils eine Gummi-Dichtscheibe und eine Unterlegscheibe aus Stahl, die durch zwei flache Muttern auf das Schlauchgummi gepresst wurden.
Für Sclaverand- und Dunlopventile wird in der Regel der gleiche Pumpenkopf verwendet, während der Pumpenkopf für Autoventile deutlich breiter ist und in der Mitte einen kurzen Stift besitzt.

### Dunlopventil
| Synonyme klassisches Ventil - Dunlop-Ventil (Abk. DV) - Normalventil (Abk. NV) - (klassisches) Fahrradventil - Schlauchventil - Woodsventil (nach C. H. Woods) - deutsches Ventil - englisches Ventil - Hollandventil Synonyme modernes Ventil - Blitzventil - Automatikventil - Patentventil - Alligatorventil - Dunlop-Ventil (siehe dazu hier) Felgenbohrung - ø 8,5 mm Gewinde nach DIN 7756 - außen VG 8×32 Maximaldruck - 6 bar |

Funktion des Schlauchventils

Funktion des Blitzventils

Das Dunlopventil ist in Deutschland, Österreich und den Niederlanden am weitesten verbreitet. Es wurde bis in die 1980er Jahre an allen Typen von Fahrrädern außer Rennrädern verwendet und findet sich heute überwiegend an Alltags- und Tourenrädern. Benannt wurde es nach dem Erfinder John Boyd Dunlop, dem Gründer des gleichnamigen Reifenherstellers. Das Dunlopventil wird, zum Zweck der Verdrehsicherheit, in Schlitze des Ventilschafts gesteckt und mit einer Überwurfmutter gesichert, was zugleich den Reifen abdichtet. So lässt es sich schnell und werkzeuglos wechseln und ist entsprechend anfällig für Diebstahl und Sabotage. Zum Ablassen von Luft wird die Überwurfmutter gelockert.
Bei der ursprünglichen Bauart wird ein Ventileinsatz verwendet, dessen unteres Ende aus einem verschlossenen Röhrchen mit seitlichem Luftloch besteht. Über das Röhrchen ist ein kurzer Gummischlauch gezogen, der durch Eigenspannung sowie insbesondere durch den Luftdruck des Reifens vor das Loch gepresst wird. Erzeugt die Pumpe einen höheren Druck, als im Reifen bereits vorhanden ist, hebt sich der Gummischlauch vom Röhrchen ab und Luft kann in den Schlauch strömen. Das manuelle Aufpumpen erfordert bei Dunlop-Schlauchventilen mehr Kraft als bei den anderen Ventiltypen, da der Pumpendruck die Spannung des Gummischlauchs überwinden muss und ein Teil der eingesetzten Energie durch den Strömungswiderstand des engen Spalts zwischen Schlauch und Röhrchen in Wärme umgesetzt wird.
Abgesehen vom Niedrigpreissegment werden anstelle von Schlauchventilen heute in der Regel Ventileinsätze verwendet, die einen beweglichen Dichtkörper aus Kunststoff oder Metall enthalten, der sich im Ventilröhrchen auf und ab bewegen kann und in der Art eines Rückschlagventils vom Reifendruck gegen den runden Dichtungssitz gepresst wird. Der nötige Druck, um Kugel oder Zylinder vom Dichtungssitz zu lösen und den Weg freizugeben, ist deutlich geringer als bei Schlauchventilen. Blitzventile haben seitlich keine Stege, da sie verdreht werden dürfen.
Die neuere Bauform der Ventileinsätze wird Blitzventil, Automatikventil, Patentventil oder nach dem Hersteller etwa Alligatorventil genannt. Die Begriffe Blitz- und Dunlopventil werden heute oft synonym verwendet, obwohl Blitzventile nichts mit dem Dunlop-Patent gemein haben.
Die meisten Dunlopventile sind für bis zu 6 bar Druck ausgelegt.
Da herkömmliche Dunlopventile beim Pumpen nicht wie Schraderventile offen gehalten werden können, kann der Reifendruck nur gemessen werden, während Luft durch das Ventil strömen kann. Das Manometer der meisten Luftpumpen zeigt den Reifendruck also nur bei gleichzeitiger Betätigung der Pumpe an. Da bei jedem Pumphub zunächst ein erhöhter Druck erforderlich ist, um das Dichtelement vom Ventilsitz abzuheben, wird beim ersten Druckaufbau zunächst ein zu hoher Druck angezeigt, der sich erst im Verlauf des Pumphubs ungefähr auf den tatsächlichen Reifendruck einstellt. Doch auch dann wird ein um den Druckverlust des Ventils erhöhter Reifendruck angezeigt.
Neuere spezielle Blitzventile erlauben die Luftdruckprüfung und -verringerung wie beim Schraderventil.

### Schraderventil
| Synonyme - Schrader-Ventil - Autoventil (Abk.: AV) - Kfz-Ventil - Motorradventil - MTB-Ventil - Amerikanisches Ventil Felgenbohrung - ø 8,5 mm Gewinde nach DIN 7756 - außen VG 8×32 - innen VG 5×36 Maximaldruck - 10 bar |

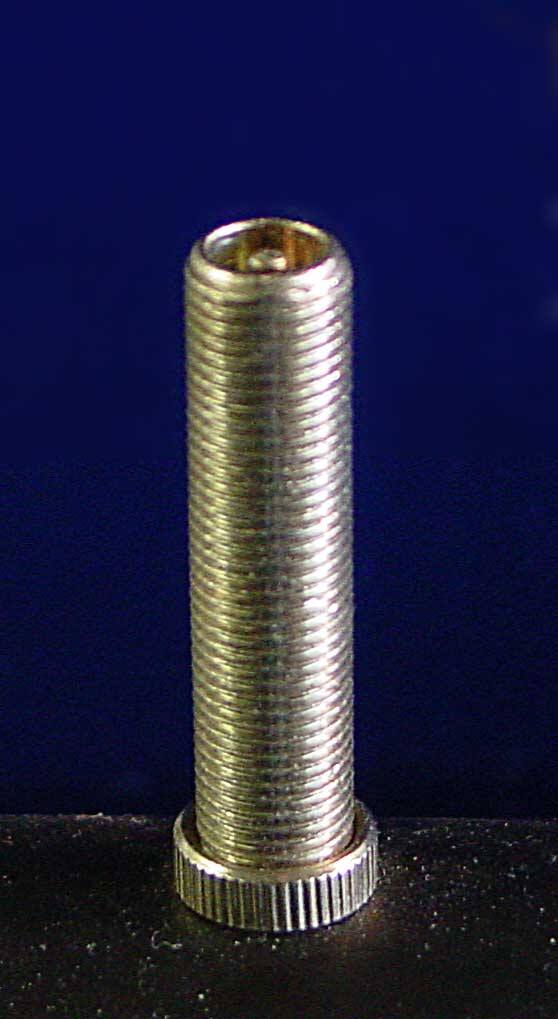
Schraderventil

Funktionsweise des Schraderventils

Das von Georg H. F. Schrader konstruierte sowie patentierte und von seinem Vater August Schrader hergestellte Ventil wird auch in Kraftfahrzeugen eingesetzt und deswegen auch Autoventil genannt.
Beim Aufstecken des Pumpenkopfes oder eines Manometers wird ein zentral im Ventil sitzender Stößel heruntergedrückt, wodurch es sich öffnet. Die für Autoventile verwendeten Pumpenköpfe sind breiter als die Köpfe für Dunlop- und Sclaverandventile und verfügen über einen mittig sitzenden Stift zum Betätigen des Ventilstößels.
Da das Ventil bei aufsitzendem Pumpenkopf durchgehend offen gehalten wird, müssen Pumpenkopf oder Pumpe ein Rückschlagventil enthalten, welches verhindert, dass die Luft in die Pumpe zurückströmt. (Luftpumpen, die für Dunlop- und Sclaverandventile gedacht sind, enthalten oft kein Rückschlagventil.)
Ein Reifen mit Autoventil kann an jeder Tankstelle aufgepumpt werden, die Druckluft zur Verfügung stellt. Aufgrund des geringen Luftvolumens im Fahrradreifen sollte nach kurzem Luftstoß bereits eine Kontrolle des Reifendrucks erfolgen, um das Platzen des Reifens zu vermeiden. Die Druckluftanlagen der Tankstellen stellen häufig lediglich einen Druck von 4 bis 6 bar zur Verfügung, was für sehr schmale Reifen sowie für luftgefederte Dämpfer und Federgabeln oft nicht ausreicht.

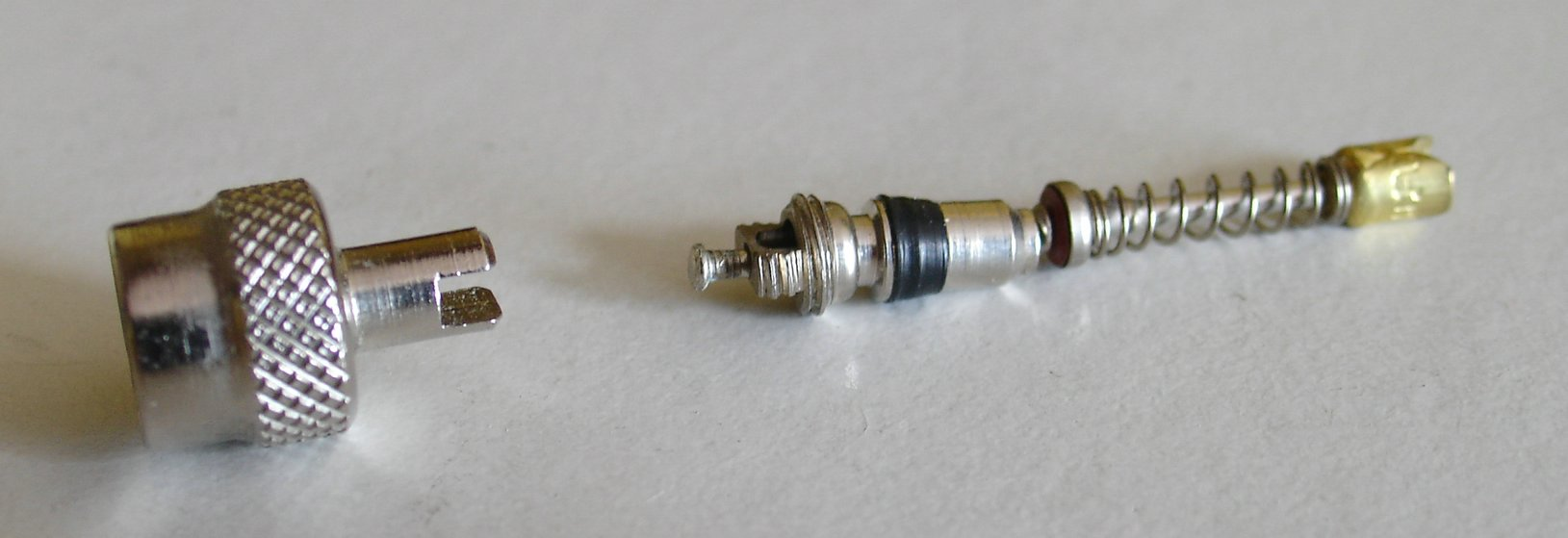
Ventileinsatz und Kappe mit rückseitigem Werkzeug zum Herausdrehen des Einsatzes

Der schmale Ventileinsatz von Schraderventilen ähnelt dem Einsatz von Sclaverandventilen und wird in die mit dem Schlauch verbundenen Gewindehülse geschraubt. Zum Herausschrauben des Einsatzes wird ein kleiner gabelförmiger Schlüssel benötigt, der auf der Rückseite von manchen Ventilkappen enthalten ist.  Wie auf den Bildern zu sehen, gibt es den Einsatz in einer kurzen Variante mit innenliegender Feder und einer langen Variante mit sichtbarer Feder.
Das Außengewinde des Ventilschafts dient zum Aufschrauben der Ventilkappe und ist häufig bis zum Ansatz an den Schlauch verlängert, so dass eine Ventilmutter aufgeschraubt werden kann, die das Ventil in der Felge fixiert. Die Variante mit kurzem Gewinde (Rollerventil) besitzt einen gummierten Ventilschaft, der in der Regel eng genug im Felgenloch sitzt, um ein Verkanten des Ventils auszuschließen.

Schraderventile sind auch mit abgewinkeltem Schaft erhältlich, was bei Rädern mit sehr kleinem Durchmesser benötigt wird, um den Ventilkopf aufstecken zu können, etwa bei Rädern an Tretrollern, Sackkarren und Schubkarren. Bei Reifenventilen für höhere Geschwindigkeiten (Motorräder und Sportwagen) liegt der Ventilkopf aus Gründen der Sicherheit in axialer und nicht in radialer Richtung. Damit wird verhindert, dass die Fliehkraft den Ventilstößel öffnet.

### Sclaverandventil
| Synonyme - Sclaverand-Ventil (SV) - Französisches Ventil - Prestaventil (presta bzw. presto steht in den romanischen Sprachen für „schnell, eilig, sofort“) - Rennradventil - Schlauchreifenventil Felgenbohrung - ø 6,5 mm Gewinde nach DIN 7756 - außen VG 6×32 - außen VG 5,2×24 am Ventileinsatz Maximaldruck - 15 bar |

Das Sclaverandventil wurde von dem Franzosen Étienne Sclaverand erfunden und wird oft als französisches Ventil bezeichnet.

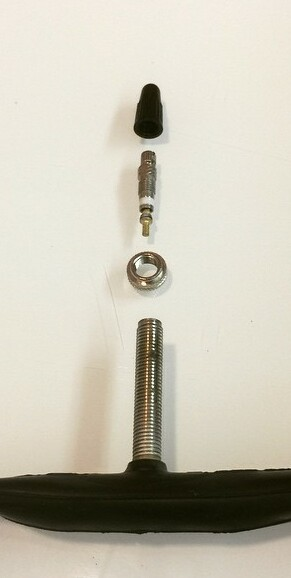
Demontiertes Sclaverandventil

Der Ventilteller dieses Rückschlagventils ist mit einem 1,5 mm starken Gewinde-Stößel verbunden, der aus der Öffnung des Ventils ragt. Auf dem Stößel sitzt eine Rändelmutter, die zum Befüllen des Schlauchs gelockert werden muss. In angezogenem Zustand sichert die Mutter das Ventil vor schleichendem Druckverlust und eindringenden Fremdkörpern. Das äußere Ende des Gewindestifts ist gestaucht, damit die Mutter nicht vollends abgeschraubt werden kann.
Zum Aufpumpen des Schlauchs wird die Rändelmutter gelockert und der Ventilstößel kurz angestoßen, um ihn vom kegelförmigen Ventilsitz zu lösen.
Schläuche mit Sclaverandventil lassen sich leicht aufpumpen, da der Dichtkörper nicht durch Federkraft an den Ventilsitz gepresst wird, so dass nur der Gegendruck im Reifen überwunden werden muss. Beim Aufpumpen ist darauf zu achten, den Pumpenkopf weit genug über das Ventil zu schieben, damit die Rändelmutter nicht im Dichtgummi der Pumpe festklemmt. Wenn das geschieht, drückt entweder die Luft nach dem Pumpenhub wieder in die Pumpe zurück oder das Ventil öffnet nicht und der Schlauch lässt sich auch mit großer Anstrengung kaum aufpumpen.
Die aus dem Schlauch strömende Luft verschließt das Ventil automatisch. Je höher der Innendruck, desto stärker wird der Kegelstumpf in seinen Sitz gepresst. Sclaverandventile eignen sich für höchste Reifendrücke, wie sie bei schmalen Rennradreifen üblich sind (um den Rollwiderstand niedrig zu halten).
Im Gegensatz zu den häufiger verwendeten Fahrrad- und Autoventilen benötigen Sclaverandventile im Felgenbett nur eine Bohrung mit 6,5 mm Durchmesser. Sie können so auch mit sehr schmalen Rennradfelgen verwendet werden. Da die Stabilität der Felge durch die Bohrung weniger geschwächt wird, finden sich Sclaverandventile auch an hochwertigen Mountainbikes (in der Regel mit 19 mm weiten Felgen). Häufig ist das zum Aufschrauben der Ventilkappe dienende Gewinde an gegenüberliegenden Seiten abgeflacht. Der Ventileinsatz kann dann mit Schraubenschlüssel oder Zange gegriffen und herausgeschraubt werden. Bei schleichendem Druckverlust sollte kontrolliert werden, ob der Einsatz fest angeschraubt ist.
Spezielle Manometer öffnen den Ventilstößel beim Aufstecken auf das Ventil, so dass der genaue Reifendruck gemessen werden kann.
Der Gewindeschaft des Stößels mit aufsitzender Rändelmutter (beides oft aus Messing bestehend) kann beim Auf- oder Absetzen der Pumpe verbiegen und abbrechen. Vor dem Einsetzen oder Herausnehmen des Schlauchs aus der Felge sollte die Rändelmutter zunächst festgeschraubt werden, um zu verhindern, dass der Kopf abbricht, wenn er etwa am Rand der Bohrung hängen bleibt.

### Clik-Ventil

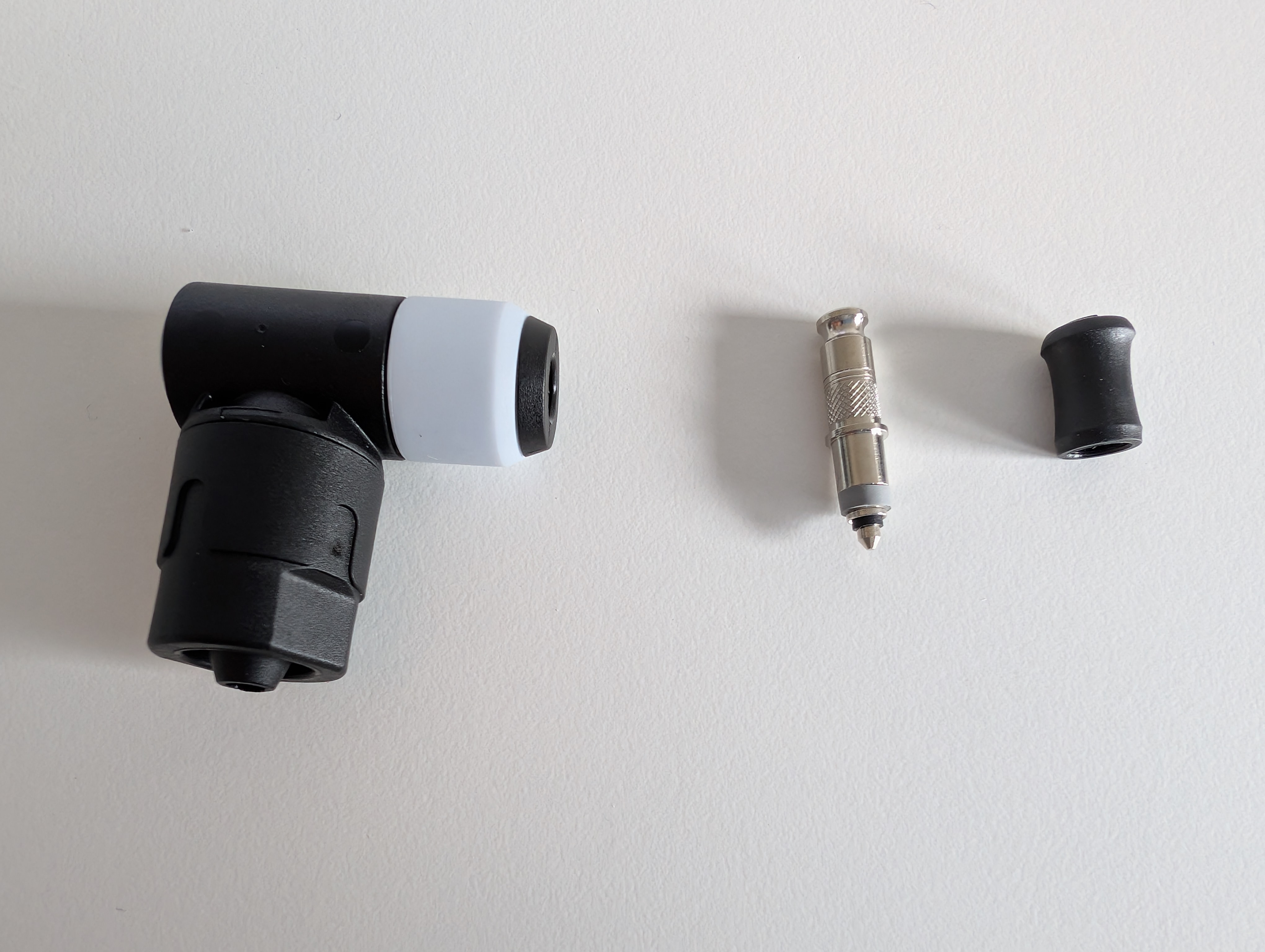
Clik-Ventil von Schwalbe zur Verwendung in einem Dunlop-Ventilschaft, mit Kappe und Pumpenkopf

Zur Fahrradmesse Eurobike 2024 hat der Fahrradschlauch- und Reifenhersteller Schwalbe das Ventil- und Pumpenkopfsystem Clik Valve vorgestellt. Es wurde von John Quintana erfunden, damit seine Kinder ihre Fahrräder selbst aufpumpen können, 2021 zum Patent angemeldet und 2023 ins Amerikanische Pantentregister USPTO aufgenommen. Beim Amt der Europäischen Union für geistiges Eigentum (EUIPO) wurde es 2025 als Schutzmarke eingetragen.
Clik-Ventile gibt es in drei Varianten, passend für die Ventilschäfte zur Aufnahme von Dunlop- und Sclaverrandventilen, sowie als Adapter für Schraderventile. Die Ventile sind auch abwärtskompatibel zu Sclaverand- bzw. Dunlop-Pumpenköpfen, für Autoventil-Pumpenköpfe gibt es Adapter. Der Clik-Ventil-Pumpenkopf wird auf das Ventil gesteckt, rastet dort ein und hält, ohne mit einem Hebel geschlossen zu werden. Er ist dadurch deutlich kleiner als bisherige Lösungen. Ähnlich dem Schraderventil sitzt im Ventil ein Stößel, der vom Pumpenkopf heruntergedrückt wird. Ist die Pumpe mit einem Manometer ausgestattet, so kann jederzeit der Druck abgelesen werden.

### Reginaventil
| Synonyme - Regina-Ventil (Abk. RV) - Italienisches Ventil Felgenbohrung - ø 6,5 mm Gewinde nach DIN 7756 - außen VG 6×32 - außen VG 5,2×24 am oberen Ende Maximaldruck - 15 bar |

Das Reginaventil ist hauptsächlich in Italien verbreitet. Es ähnelt dem Sclaverandventil und wird von manchen als höherwertig angesehen. Im Reginaventil ist der zentrale Gewindestift so kurz, dass er nicht aus dem Ventilrohr heraussteht und daher auch nicht verbogen werden kann. Um das Ventil dicht zu verschließen, wird dieser Gewindestange mit einem Durchmesser von nur rund 1,5 mm eine kleine, lose Mutter aufgesetzt und von Hand angeschraubt, deren verlängertes Innengewinde in der Art einer Gewindehülse hervorsteht und bis zu dem (versteckt im Ventilschaft liegenden) Gewindestab reicht. Durch das Anziehen der Mutter wird der Ventilteller mit kegelförmigem Dichtkörper an den Ventilsitz gepresst.

## Tubeless-Ventil

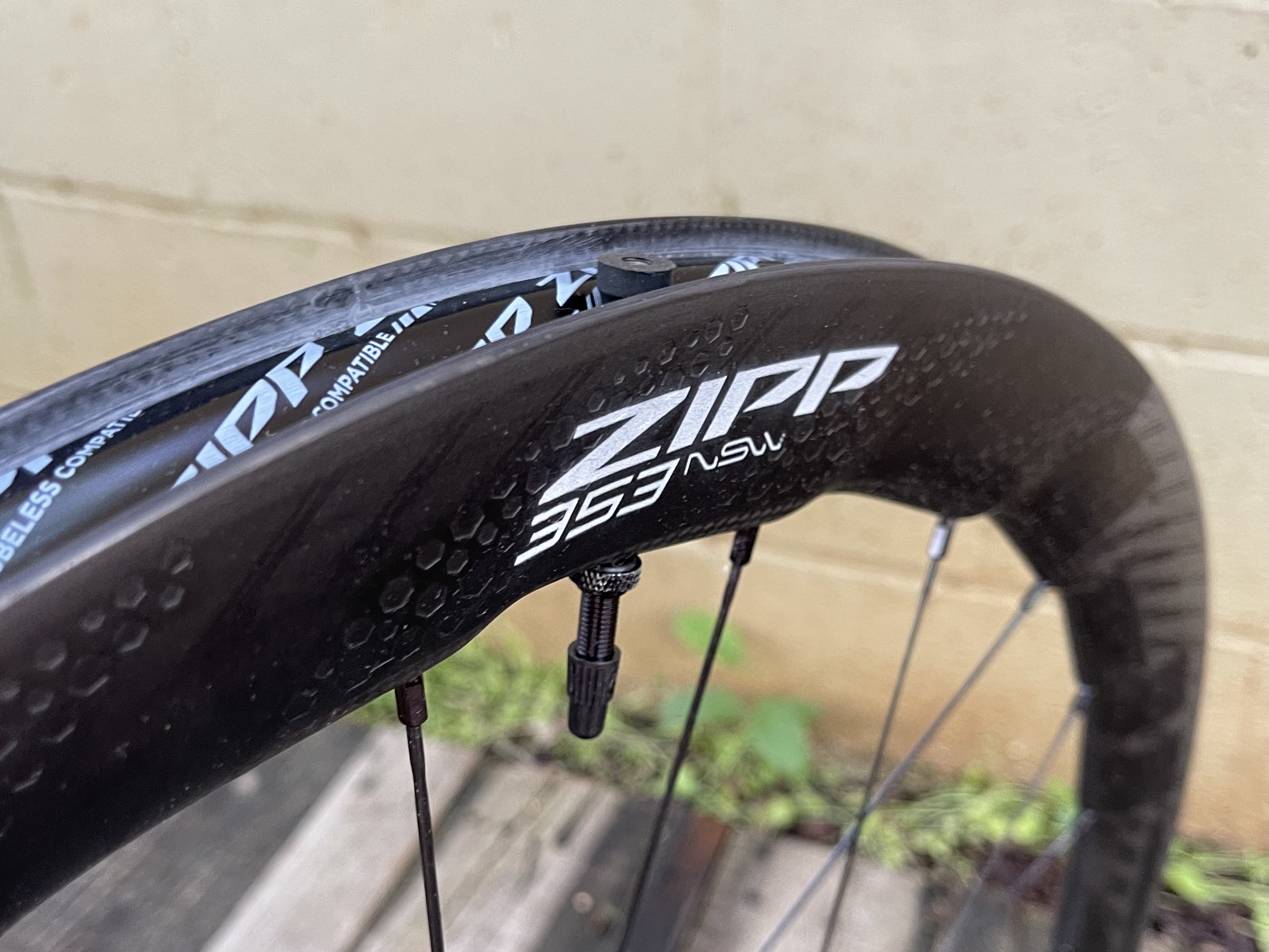
Tubeless-Ventil (Sclaverand-Bauart)

Ventile für schlauchlose Fahrradreifen sind nicht am Schlauch, sondern an der Felge befestigt. Sie sind in der Regel Sclaverand-Ventile, seltener Autoventile. Da Tubeless-Systeme beim Aufpumpen einen hohen Luftstrom benötigen, um den Reifen an die Felge zu pressen, und das Ventil auch als Einfüllstutzen für Dichtmilch dient, verfügen spezielle Tubeless-Ventile über einen besonders breiten Innendurchmesser.

## Kompatibilität

### Pumpenköpfe

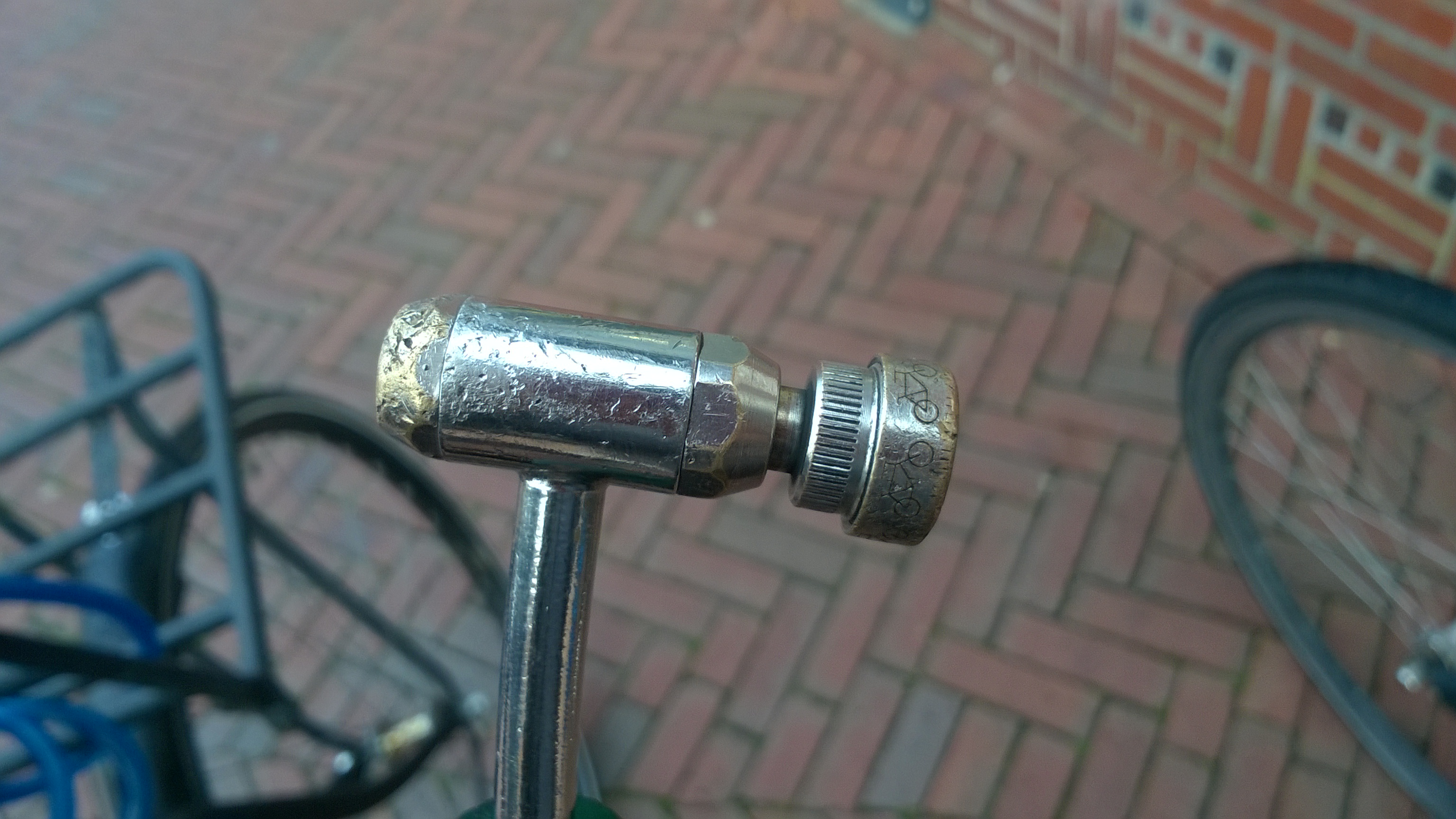
Kopf einer öffentlichen Fahrradpumpe. Die linke Seite ist kompatibel mit Autoventilen, die rechte Seite mit Dunlop- und Sclaverandventilen.

Aufgrund unterschiedlicher Durchmesser und Mechanismen benötigen Sclaverand- und Dunlopventile einen anderen Pumpenkopf als Autoventile. Einfache Luftpumpen und Manometer passen in der Regel auf Dunlop- und Sclaverand-Ventile. Zum Aufpumpen von Schraderventilen sind Pumpen mit breiterer Aufnahme und mittig feststehendem Stift sowie einem Rückschlagventil erforderlich.
Luftpumpen, die sich für alle drei Ventiltypen eignen, sind entweder mit zwei separaten Aufnahmen versehen oder lassen sich durch Austausch oder das Herumdrehen von Gummi und Einsatz für den jeweils anderen Ventiltyp umbauen.

### Adapter

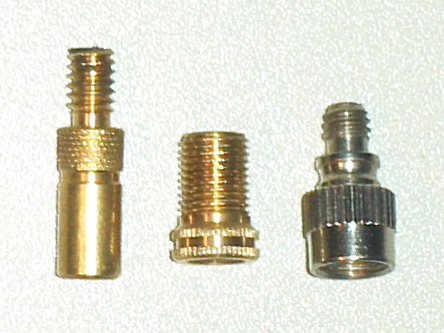
Ventiladapter, von links nach rechts:
1. Dunlop-Pumpe auf Sclaverand-Ventil
2. Schrader-Pumpe auf Sclaverand- oder Dunlop-Ventil
3. Dunlop-Pumpe auf Schrader-Ventil (mit Rückschlagventil)

Mittels Adaptern können unterschiedliche Pumpen- und Ventiltypen miteinander genutzt werden. Ventiladapter können entweder auf Seite der Pumpe oder des Ventils befestigt werden. Bei Pumpen mit nur einem Pumpkopf sind diese häufig Teil des Zubehörs.
Unterwegs ermöglicht die Verwendung von Adaptern, auch Dunlop- und Sclaverandventile an Tankstellen aufzupumpen.
Das Unternehmen Alligator hat ein Universalventil auf Basis des Blitzventils entwickelt, das auf nahezu alle Ventilstöcke passen soll. Der Druck ist bei diesem Ventil nur während des Pumpvorgangs zu messen.

### Verlängerungen

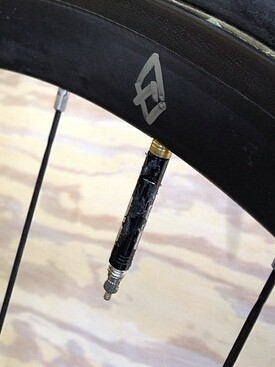
Eine Verlängerung (schwarz) wurde zwischen Ventilschaft (messinggelb) und Ventilkern (silbern) geschraubt.

Mit einer Ventilverlängerung können Ventile mit kurzem Schaft an aerodynamischen Hochprofilfelgen verwendet werden, diese nutzen fast ausschließlich Sclaverandventile. Falls der Ventilkern fest verbaut ist, wird die Verlängerung über das dauerhaft entriegelte Ventil geschraubt. Bei entnehmbaren Ventilkernen wird dieser durch die Ventilverlängerung ersetzt und oben in die Verlängerung geschraubt. Diese Form ermöglicht auch die gleichzeitige Verwendung mehrerer Verlängerungen.

## Handhabung
Die Verbindung zur Pumpe kann bei allen drei Ventiltypen durch das Aufstecken eines Kopfes mit eingelassenem Dichtungsgummi erfolgen. Häufig wird das Dichtungsgummi anschließend durch Umlegen eines Hebels oder Drehen eines Teils des Kopfes verspannt. Bei einfachen Handpumpen wird das Dichtungsgummi oft lediglich an das Ventil gepresst.
Einige Pumpen werden über einen flexiblen Verbindungsschlauch verbunden, der auf das Ventil aufgeschraubt wird.
Falls sich ein Schlauch mit Schraderventil nicht aufpumpen lässt, liegt es meist daran, dass der im Pumpenkopf befindliche zentrale Dorn den Stößel im Ventil nicht weit genug eindrückt.
Beim Sclaverand-Ventil muss der Gummieinsatz des Pumpenkopfs weit genug auf das Ventil geschoben werden, damit die Luft ungehindert eintreten kann. Gelegentlich klemmt der Ventilkonus im Ventilsitz und muss durch ein Anstoßen des Stößels gelockert werden (nachdem die Verschlussmutter gelöst wurde).
Auch beim Blitzventil klebt das Sperrelement des Ventileinsatzes gelegentlich im Ventilsitz fest und muss durch den Aufbau eines besonders hohen Drucks freigeblasen werden.
Bei Schrader- und Sclaverandventilen kann es vorkommen, dass diese nicht weit genug aus dem Felgenboden herausschauen, um den Pumpenkopf weit genug aufzuschieben. Ist ein Außengewinde vorhanden, so kann die mitgelieferte Mutter verwendet werden, um das Ventil weiter herauszuziehen. Alternativ kann der Mantel von außen eingedrückt werden, um so das Ventil ein Stück weit durch das Loch herauszuschieben. Wenn sich etwas Druck im Reifen aufgebaut hat, sollte das Ventil von selbst an der richtigen Position verbleiben. Ist es dennoch zu nah an der Felge, kann ein Schlauch mit längerem Ventilschaft verwendet werden. Insbesondere beim Sclaverand-Ventil variiert die Schaftlänge sehr.

## Ventile und -einsätze

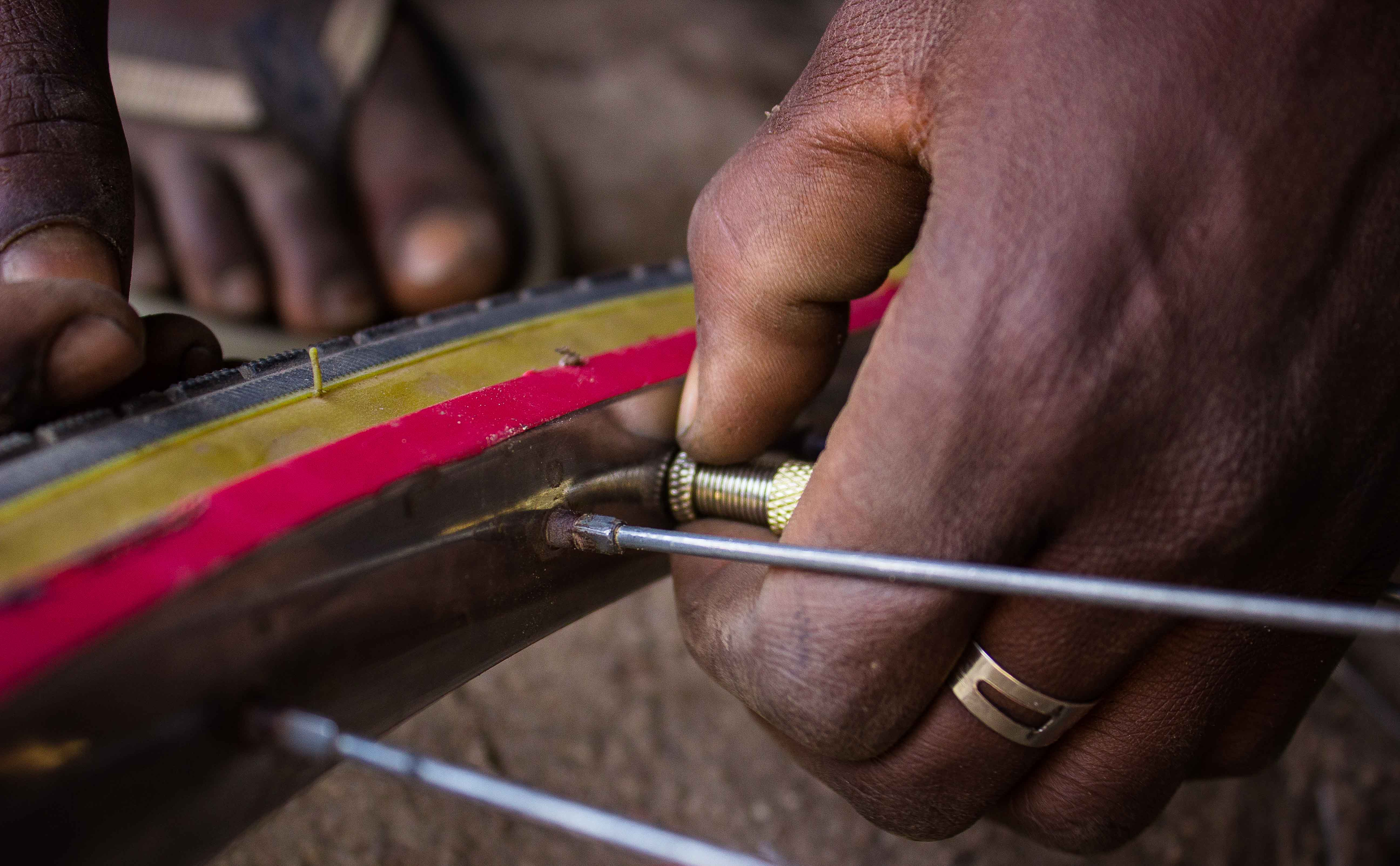
Lösen der Rändelmutter, die den Ventilschaft an der Felge fixiert
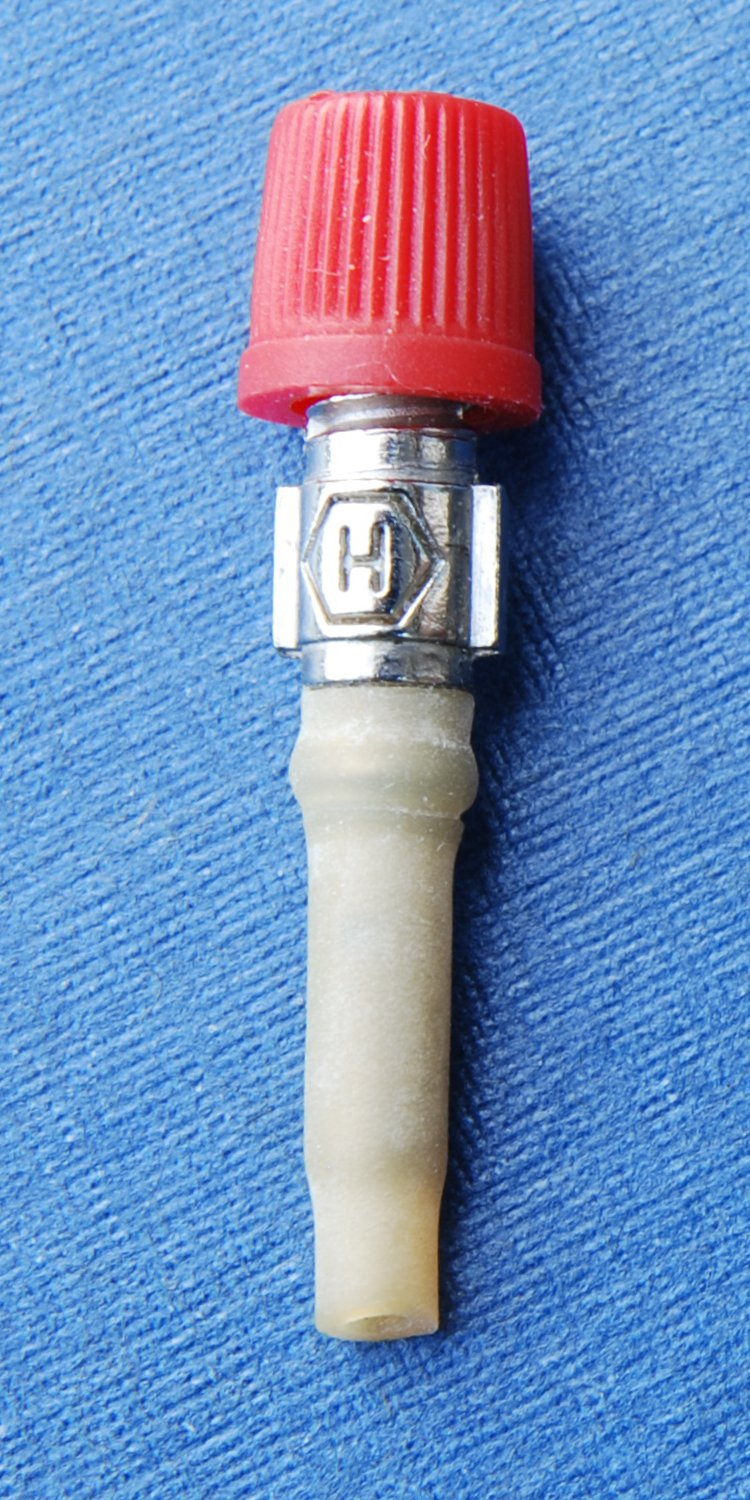
Dunlopventil (Schlauchventil)
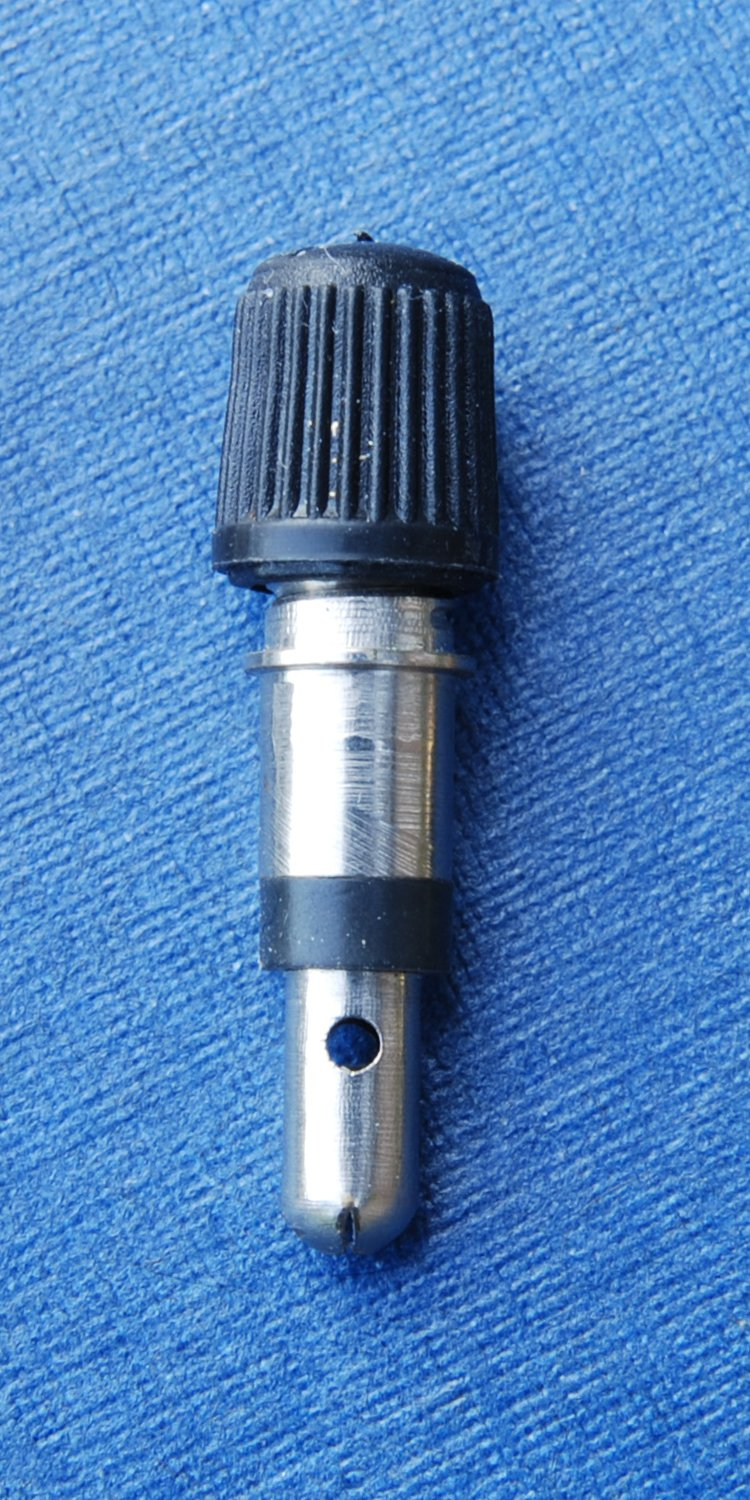
Blitzventil (modernes Dunlopventil mit Kugel)
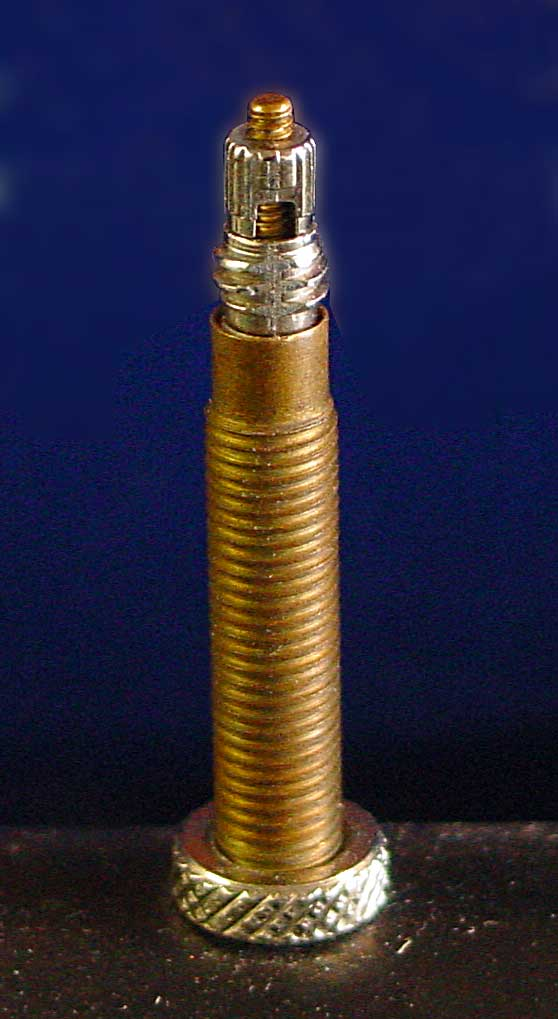
Sclaverandventil
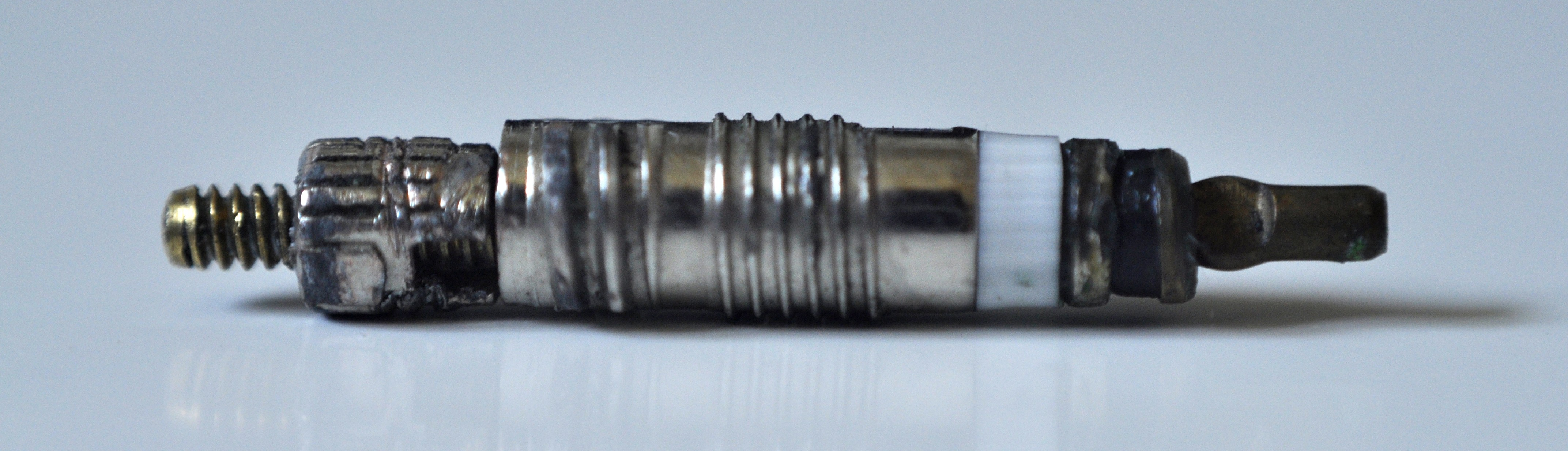
Der Sclaverandventileinsatz unterscheidet sich vom Schraderventileinsatz durch die Rändelmutter und den Stößel mit Außengewinde
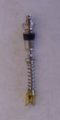
Schraderventileinsatz, lang
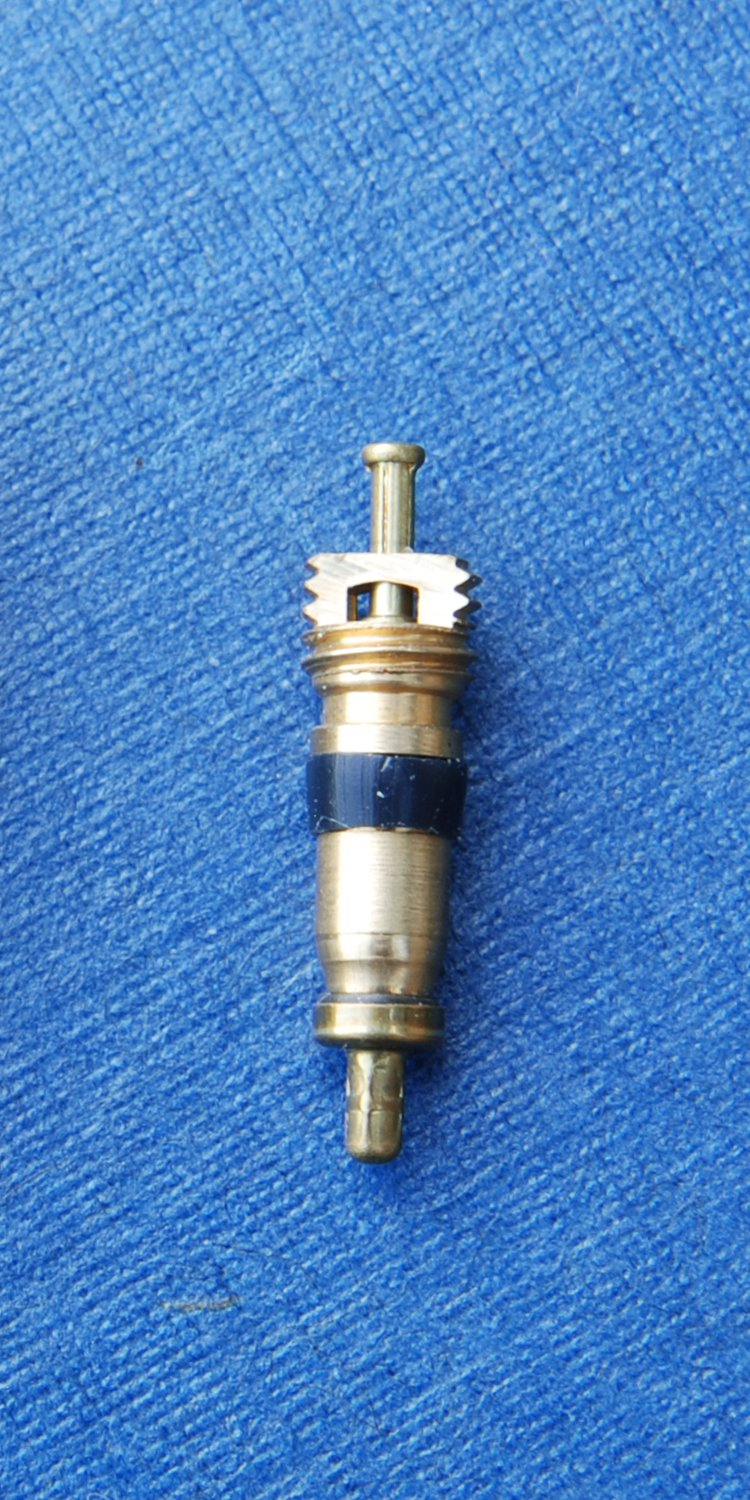
Schraderventileinsatz, kurz
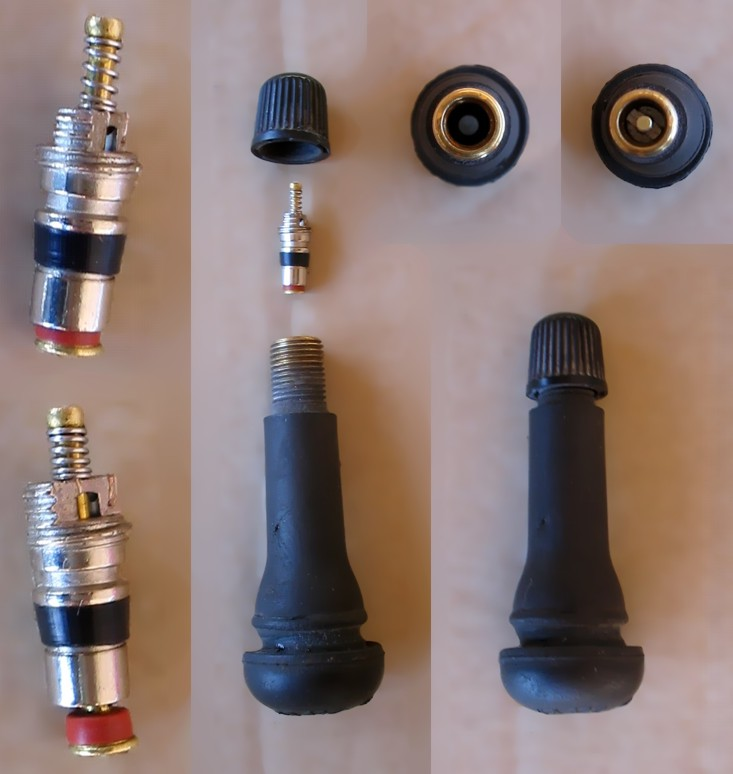
Links: Schraderventileinsatz Mitte und Rechts: Ventilstutzen zum Einsetzen in schlauchlose Kfz-Felgen (im Vergleich zum Ventileinsatz verkleinert abgebildet)
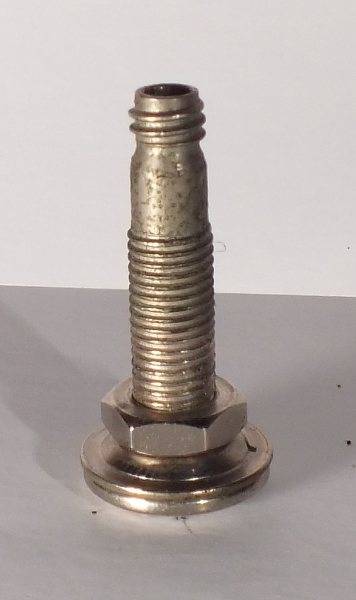
Reginaventil (Italienisches Ventil)
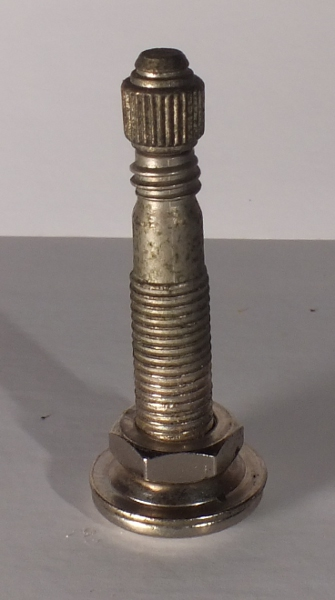
Reginaventil mit Kappe
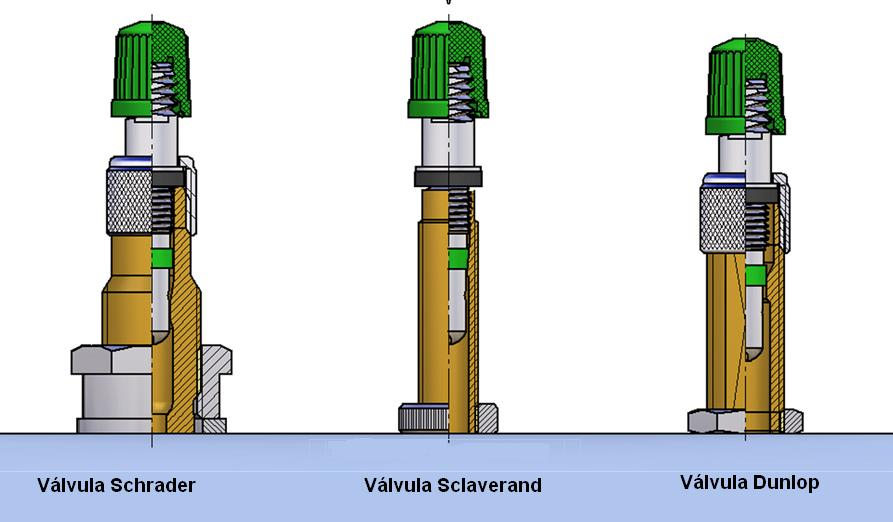
Universal-Ventileinsatz von Alligator, einschraubbar in Sclaverand-Ventilschaft, die Befestigung in Auto- und Dunlop-Ventilschäften erfolgt durch eine Überwurfmutter